# Volkswagen Vento
La Volkswagen Vento è un'autovettura prodotta dalla casa automobilistica tedesca Volkswagen dal 1991  al 1998.
In alcuni mercati è stata venduta come terza generazione della Volkswagen Jetta.

## Profilo e descrizione

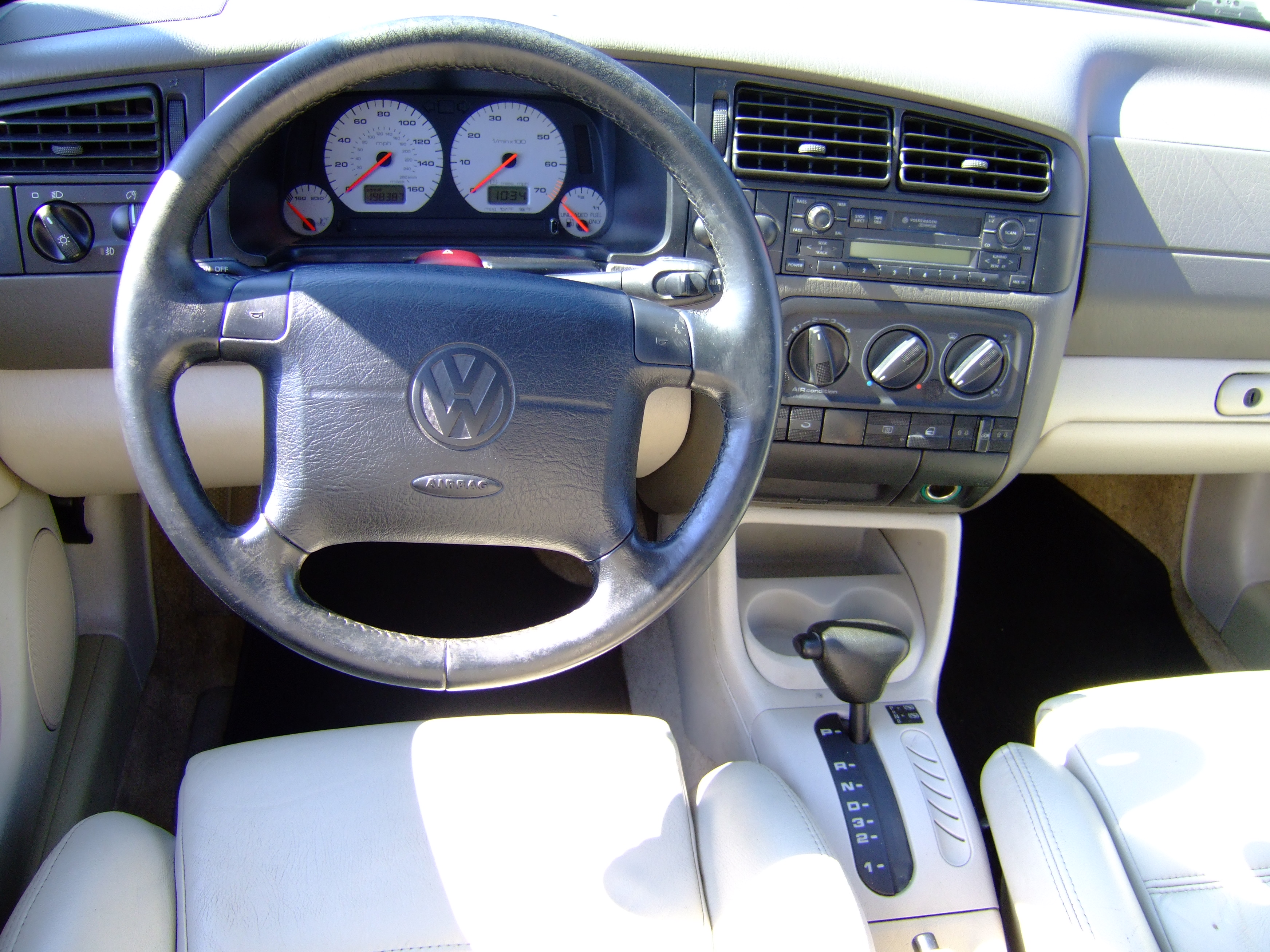
Gli interni

La terza versione della Jetta era derivata dalla Golf III. In Europa, dove venne presentata nel 1991, era venduta come Volkswagen Vento, mentre nel mercato americano mantenne il nome Jetta. Negli USA la Jetta A3 debuttò nel 1993. La produzione avveniva negli stabilimenti di Puebla, Messico. 
Il design della vettura era curato dalla stessa Volkswagen sotto la direzione di Herbert Shafer. Il veicolo era tecnicamente identico alla Golf III e, come i modelli precedenti, ne costituisce la variante a tre volumi. A parte il corpo più lungo di 36 mm, la Jetta/Vento si differenzia dalla Golf III per i fari, la mascherina anteriore, il cruscotto leggermente modificato (fino all’aggiornamento del 1995) e per una migliore dotazione di serie, comprendente tra l’altro i paraurti parzialmente verniciati, le ruote da 14’’, i fanali anteriori con trasparenti bianchi e pannelli porta più rifiniti. Tutta la parte posteriore viene ridisegnata, in modo da ospitare un capiente baule da 550 litri. Da questa generazione in poi, tuttavia, l'auto viene resa disponibile solo con carrozzeria a quattro porte, visto il grande calo di interesse per la versione due porte nella generazione precedente.

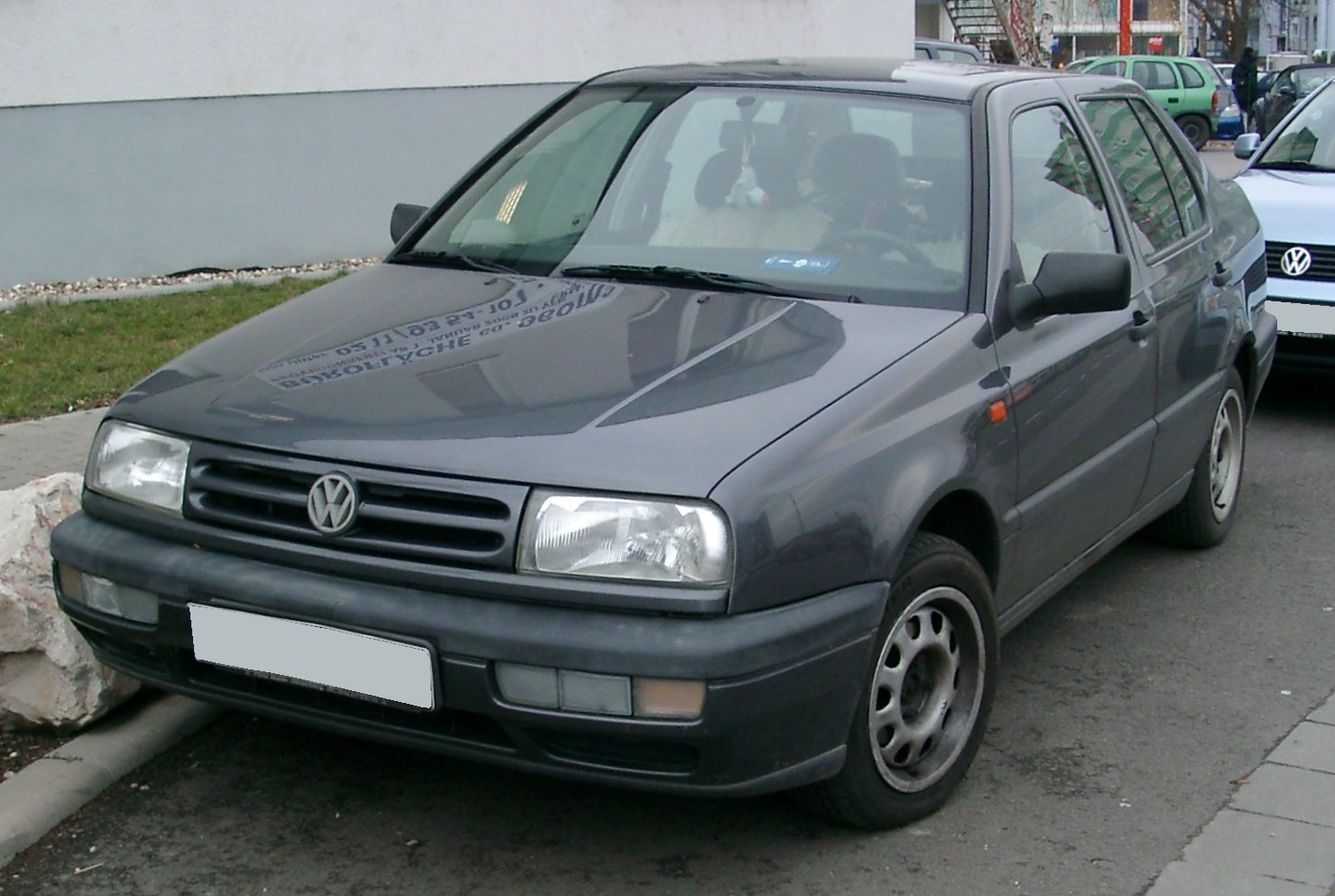
Una Vento dopo l’aggiornamento del 1993

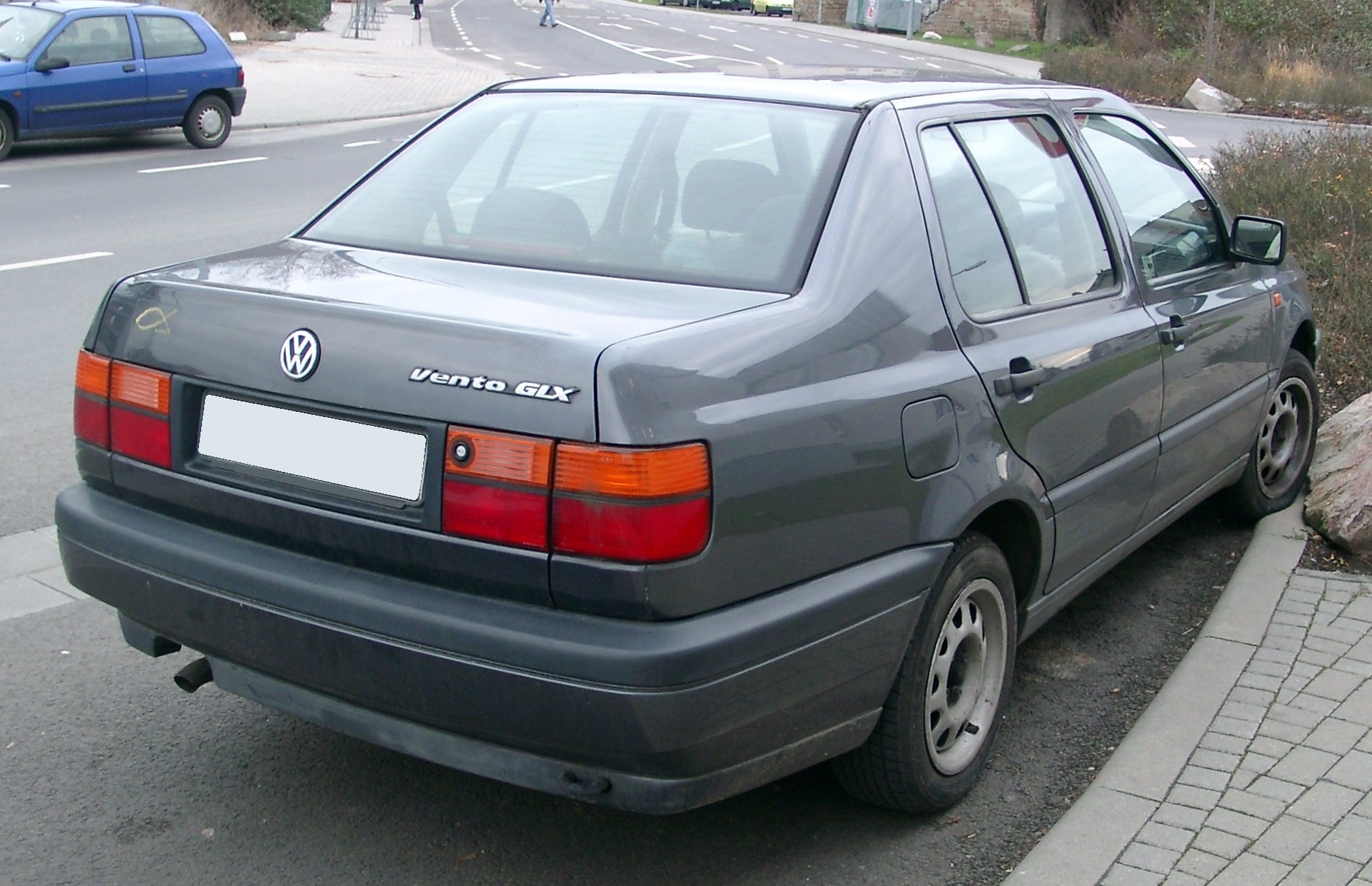
Una Vento dopo l’aggiornamento del 1993

In Italia è stata offerta nelle versioni CL e GL, quest’ultima con chiusura centralizzata e alzavetro elettrici. Al vertice della gamma poi si aggiungeva la VR6 con il motore a 6 cilindri.
I motori a benzina disponibili al debutto sono un 1.8 nelle varianti da 75 CV o 90 CV, un 2.0 da 115 cv e un 2.8 VR6 da ben 174 CV. Sul fronte dei diesel invece viene offerto il 1.9 nelle varianti aspirate (64 CV) oppure turbocompresse (75 CV). 
Verso la fine del 1992 si ha un primo aggiornamento dei motori: viene introdotto un 1.6 da 75 CV che affianca senza sostituire la variante meno potente del 1.8.

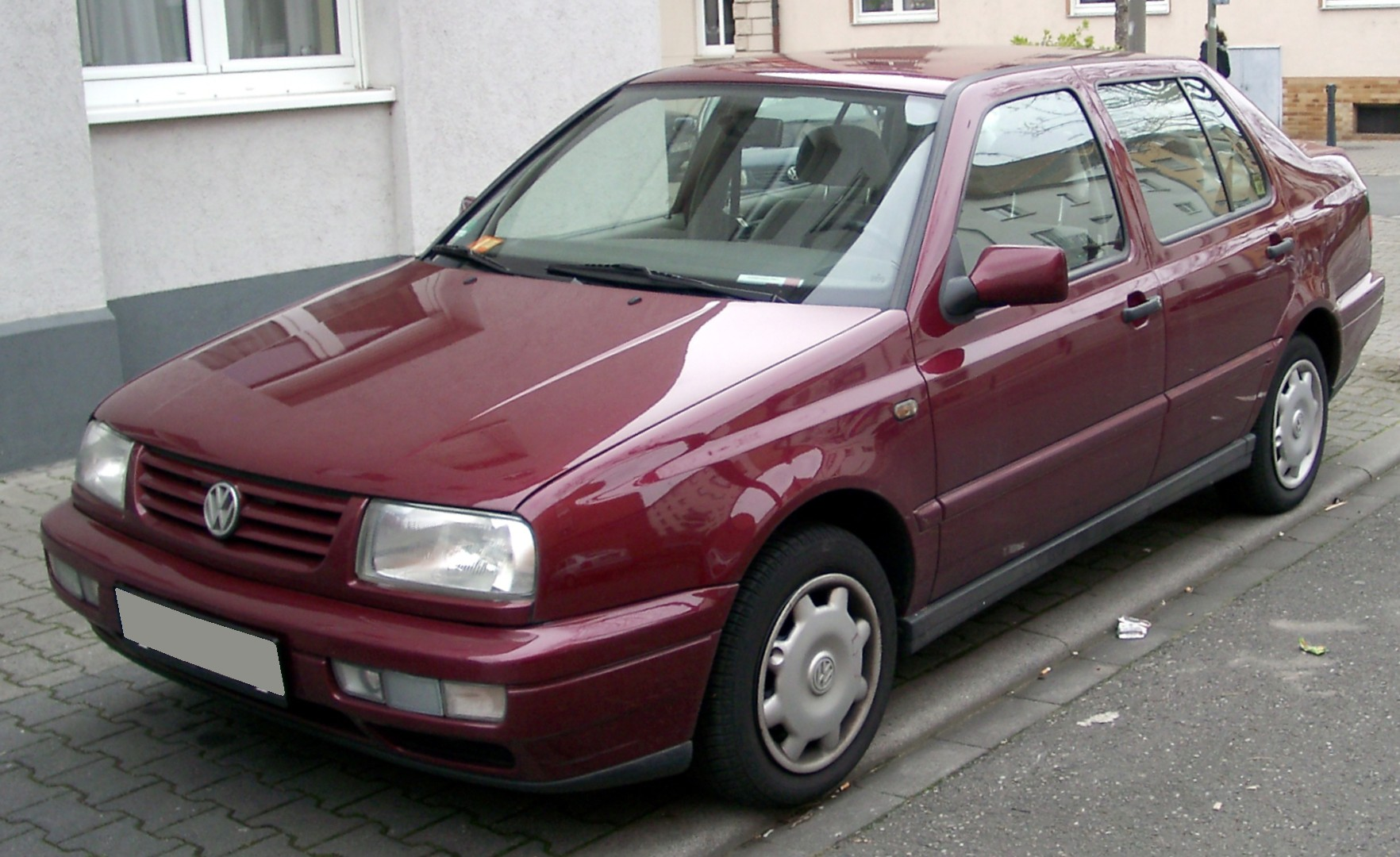
Una Vento dopo l’aggiornamento del 1995

Alla fine del 1993 la vettura viene sottoposta ad un lieve restyling con un nuovo quadro strumenti, nuovi pulsanti, luci posteriori oscurate nella versione VR6, una nuova griglia del radiatore a tre razze verniciata nello stesso colore della carrozzeria e l’introduzione di un dispositivo di sicurezza per gli alzacristalli elettrici e/o il tetto apribile. Inoltre viene introdotto un nuovo motore turbodiesel TDI da 1.9 litri con 90 CV e iniezione diretta.
Nel 1994 viene introdotto un nuovo motore a benzina 1.6 da 100 CV, mentre nel 1995 viene rimosso dalla gamma il diesel meno potente.
Alla fine del 1995 l’auto viene nuovamente aggiornata, questa volta in modo più marcato: vengono introdotti nuovi cerchi, i fari posteriori diventano oscurati per tutte le versioni, la griglia anteriore viene ridisegnata, i paraurti e tutte le arti esterne in plastica vengono verniciate nel colore della carrozzeria. Inoltre vengono modificati dettagli interni del cruscotto e vengono introdotti nuovi equipaggiamenti di serie come ABS, specchi e alzacristalli elettrici.
Nel 1996 in alcuni mercati il motore 1.9 TDI viene affiancato da una versione con iniezione diretta che eroga 110 CV.
Nel 1998 la produzione si ferma e debutta la nuova versione, basata sulla piattaforma della Golf IV.

### Altre versioni
Della Jetta A3 furono realizzate anche numerose serie speciali, spesso riservate al solo mercato nordamericano. La Trek comprendeva un portabici e una bicicletta, oltre a spoiler, cerchi in lega. A partire dal 1997 divennero disponibili anche degli optional provenienti dalla GLX, con l'esclusione del solo motore VR6 che non fu mai disponibile. La K2 era molto simile alla Trek ma al posto della bicicletta aveva una tavola da snowboard o un paio di sci. La City era un altro allestimento speciale, in questo caso minimalista in quanto era assente sia l'aria condizionata che l'impianto radio. Esattamente all'opposto si ponevano gli allestimenti Limited Edition (1994) e Celebration (1995). In questo caso gli allestimenti erano paragonabili a quelli della GL ma la vettura costava 600 dollari in meno. La Music Edition era una GL dotata di caricatore da sei CD. Tutte queste vetture erano dotate del motore da 2.0 che erogava 117 CV.
In Canada, e solo su questo mercato, erano disponibili due versioni speciali: la CL e la GL Turbodiesel. Il primo allestimento era una versione più essenziale di quello GL. Su questa vettura erano stati eliminati i poggiatesta posteriori e i sedili regolabili in altezza. Anche l'impianto audio era stato sostituito da una versione più economica. Questa vettura venne prodotta fino al model year 1997. La GL Turbodiesel, disponibile a partire dal 1993, montava il motore 1.9 AAZ da 75 CV e aveva una autonomia di 900 km. Questo motore era stato ottenuto aumentando la corsa e l'alesaggio del motore 1.6 TD utilizzato sulla versione A2.
Vennero però lamentate alcune avarie all'albero motore e in ogni caso le vendite di questo modello erano rimaste piuttosto scarse, per cui nel 1996 la sua produzione venne interrotta.

## Motorizzazioni
| Modello              | Disponibilità    | Motore  | Cilindrata (cm³) | Potenza         | Coppia max (Nm) | Emissioni CO2 (g/km) | 0–100 km/h (secondi) | Velocità max (km/h) | Consumo medio (km/l) |
| 1.6 cat.             | dal 1991 al 1995 | Benzina | 1598             | 55 Kw (75 Cv)   | 128             | n.d                  | 14.4                 | 168                 | 14.0                 |
| 1.6/101 Cv cat.      | dal 1995 al 1998 | Benzina | 1595             | 74 Kw (101 Cv)  | 132             | n.d                  | n.d                  | 188                 | 13.1                 |
| 1.8/75 Cv cat.       | dal 1991 al 1995 | Benzina | 1781             | 55 Kw (75 Cv)   | 140             | n.d                  | 14.4                 | 168                 | 14.1                 |
| 1.8 cat.             | dal 1991 al 1996 | Benzina | 1781             | 66 Kw (90 Cv)   | 145             | n.d                  | 12.5                 | 180                 | 13.4                 |
| 2.0 GT cat.          | dal 1991 al 1995 | Benzina | 1984             | 85 Kw (116 Cv)  | 170             | n.d                  | 10.4                 | 198                 | 12.3                 |
| 2.8 VR6 cat.         | dal 1993 al 1998 | Benzina | 2792             | 128 Kw (174 Cv) | 235             | n.d                  | 7.8                  | 225                 | 10.4                 |
| 1.9 Turbodiesel cat. | dal 1991 al 1995 | Diesel  | 1896             | 55 Kw (75 Cv)   | 150             | n.d                  | 15.7                 | 165                 | 15.9                 |
| 1.9 TDI cat.         | dal 1993 al 1998 | Diesel  | 1896             | 66 Kw (90 Cv)   | 202             | n.d                  | 13.2                 | 178                 | 19.7                 |